# Piloderma
Piloderma is een geslacht van schimmels behorend tot de familie Atheliaceae. De typesoort is Piloderma bicolor.

## Soorten
Volgens Index Fungorum bevat het geslacht zeven soorten (peildatum december 2021):
| Soortnaam                            | Auteur(s)                       | Publicatiejaar |
| ------------------------------------ | ------------------------------- | -------------- |
| Piloderma bicolor                    | (Peck) Jülich                   | 1969           |
| Piloderma byssinum (Wit franjevlies) | (P. Karst.) Jülich              | 1969           |
| Piloderma lanatum                    | (Jülich) J. Erikss. & Hjortstam | 1981           |
| Piloderma lapillicola                | Jülich                          | 1968           |
| Piloderma olivaceum                  | (Parmasto) Hjortstam            | 1984           |
| Piloderma reticulatum                | (Parmasto) Jülich               | 1969           |
| Piloderma sphaerosporum              | Jülich                          | 1972           |